# Lobsang Wangyal
Ne doit pas être confondu avec Lobsang Wangyal (médecin tibétain).
Lobsang Wangyal est un photojournaliste et acteur tibétain vivant à Dharamsala, en Inde.
Lobsang Wangyal est né en 1970 dans un petit village de réfugiés tibétains à Orissa, en Inde. Son père, originaire de Tehor dans le Kham et sa mère, du sud du Tibet, étaient partis en exil en Inde en 1959. Lobsang Wangyal a reçu une éducation à l'École centrale pour les Tibétains de Mussoorie, une école fondée en Inde en 1960 en collaboration entre le gouvernement indien et le gouvernement tibétain en exil. Il a ensuite rejoint l'Université de l'Himachal Pradesh à Simla, où il obtint sa licence. Concernant le journalisme et la photographie, il est autodidacte et est photojournaliste depuis 1994.
Lobsang Wangyal est également un producteur d'art et d'autres événements. Il organise notamment Miss Tibet, un concours de beauté annuel qui se déroule à Dharamsala en Inde,. Il a aussi organisé les jeux olympiques tibétains en mai 2008,,.
Lobsang Wangyal a produit un spectacle pour le Prince Charles en octobre 2003.
Lobsang Wangyal est le producteur et réalisateur des Tibetan Music Awards, une cérémonie fondées en 2003.
En 2008, il fonda le site Tibet Sun. Tibet Sun est un site Internet de nouvelles en langue anglaise se focalisant sur les nouvelles du Tibet et de la diaspora tibétaine, avec des nouvelles mondiales, des opinions, des essais, et de la photographie.
En 2009, il apparaît aussi dans le film « When the Dragon Swallowed the Sun »
Lobsang Wangyal réside à Dharamsala,.